# Euparthenos osiris
Euparthenos osiris är en fjärilsart som beskrevs av Barnes och Benjamin 1926. Euparthenos osiris ingår i släktet Euparthenos och familjen nattflyn. Inga underarter finns listade i Catalogue of Life.